# Wolfgang Werner Sauer
Wolfgang Werner Sauer (* 4. März 1944; † 12. Februar 2023) war ein deutscher Sprachwissenschaftler und Hochschullehrer.

## Werdegang
Sauer wurde 1979 an der Universität Hannover promoviert mit einer Dissertation über den Sprachgebrauch von Nationalsozialisten vor 1933.
1987 habilitierte er sich. Seine Forschungsschwerpunkte waren die Deutsche Gegenwartssprache, ideologiespezifische Sprachformen und Wörterbuchanalyse. Bis zu seiner Emeritierung war er Professor an der Universität Hannover.

## Veröffentlichungen (Auswahl)
- als Herausgeber mit Klaus Welke, Helmut Glück: Die deutsche Sprache nach der Wende (= Germanistische Linguistik 110/111). Olms, Hildesheim u. a. 1992, ISBN 3-487-09627-7.
- mit Helmut Glück: Gegenwartsdeutsch (= Sammlung Metzler 252). Metzler, Stuttgart u. a. 1990, ISBN 3-476-10252-1 (2., überarbeitete und erweiterte Auflage. ebenda 1997, ISBN 3-476-12252-2).
- Der „Duden“. Geschichte und Aktualität eines „Volkswörterbuchs“. Metzler, Stuttgart 1988, ISBN 3-476-00638-7 (Zugleich: Hannover, Universität, Habilitations-Schrift, 1987).